# Shane Heal
Shane Heal (* 6. September 1970 in Box Hill) ist ein ehemaliger australischer Basketballspieler.

## Laufbahn
Der aus Box Hill, einem Vorort Melbournes, stammende Heal gab 1988 sein Debüt bei den Brisbane Bullets in der australischen National Basketball League (NBL). Nach drei Jahren beim NBL-Konkurrenten Geelong Supercats kehrte er 1992 nach Brisbane zurück und spielte dort bis 1996. In der Saison 1996 spielte er für die Sydney Kings und weckte das Interesse von NBA-Mannschaften, als er im Vorfeld der Olympischen Spiele 1996 mit der australischen Nationalmannschaft auf die USA traf, in dem Vorbereitungsspiel acht seiner 13 Dreipunktwürfe traf und insgesamt 28 Zähler verbuchte. Später unterschrieb der 1,83 Meter große Aufbauspieler einen Dreijahresvertrag bei den Minnesota Timberwolves, für die er letztlich aber nur in der Saison 1996/97 spielte. In 45 NBA-Einsätzen für Minnesota blieb Heal Ergänzungsspieler.
Er kehrte zu den Sydney Kings zurück, zwischen 1998 und 2000 stand er bei Near East Athen in Griechenland unter Vertrag. Anschließend spielte Heal wieder in Sydney, unterbrochen von einem Engagement beim italienischen Erstligisten Fillattice Imola im Frühjahr 2002. Ab Oktober 2003 unternahm er bei den San Antonio Spurs einen zweiten Versuch, sich in der NBA durchzusetzen. Doch auch bei den Texanern kam er nicht über die Rolle als Ergänzungsspieler hinaus, schon im November 2003 wechselte er zu Makedonikos nach Griechenland.
Anschließend schloss er sich den South Dragons in seinem Heimatland an, für die er zunächst als Spieler, dann bis Februar 2008 Cheftrainer tätig war. Ab Mai 2008 war Heal bei Gold Coast Blaze wieder Spieler. Von 2009 bis 2011 gehörte Heal als Assistenztrainer zum Stab der australischen Nationalmannschaft. Im Februar 2012 wurde er Trainer der Sydney Kings. Er blieb zwei Jahre im Amt. Kurz darauf übernahm er das Traineramt bei einer anderen NBL-Mannschaft, den Wellington Saints. Er arbeitete eine Saison lang für die neuseeländische Mannschaft. Des Weiteren wurde er als Fernsehkommentator tätig.
Seine Tochter Shyla Heal wurde ebenfalls Berufsbasketballspielerin.

### Nationalmannschaft
Heal nahm mit der australischen Nationalmannschaft unter anderem an den Olympischen Sommerspielen 1992, 1996, 2000 und 2004 sowie den Weltmeisterschaften 1994 und 1998 teil. Bei Olympia 1996 und 2000 war er zweitbester sowie 2004 bester Korbjäger der australischen Mannschaft.